# 1947-es Vuelta ciclista a España
Az 1947-es Vuelta ciclista a España volt a 7. spanyol körverseny. 1947. május 12-e és június 5-e között rendezték. A verseny össztávja 3893 km volt, és 24 szakaszból állt. Végső győztes a belga Edouard Van Dyck lett.

## Végeredmény
|    | Versenyző               | Csapat | Idő            |
| -- | ----------------------- | ------ | -------------- |
| 1  | Edouard Van Dyck        |        | 132 óra 27' 00 |
| 2  | Manuel Costa            |        | 2' 14          |
| 3  | Delio Rodríguez         |        | 11' 04         |
| 4  | Emilio Rodríguez        |        | 25' 55         |
| 5  | Joaquim Olmos           |        | 39' 55         |
| 6  | Julián Berrendero       |        | 40' 30         |
| 7  | Domenico Pedrali        |        | 52' 58         |
| 8  | Felix Adriano           |        | 1 óra 00' 09   |
| 9  | Henri Renders           |        | 1 óra 04' 30   |
| 10 | José Perez De Las Heras |        | 1 óra 18' 55   |